# Stradivari Ole Bull
Lo Stradivari Ole Bull è un violino realizzato a Cremona nel 1687 da Antonio Stradivari. 
Il fondo è costituito da un unico pezzo di acero dalla marezzatura ampia, inclinata e discendente verso destra. Le fasce sono realizzate con legno dalle stesse caratteristiche, mentre la tavola armonica è un unico pezzo di abete, la cui venatura si allarga verso il lato destro. Il manico è stato sostituito ed è realizzato in legno moderno, che si innesta nel cavigliere e riccio originali. Lo strumento è riccamente decorato con motivi floreali, e ha una doppia filettatura, intervallata da una striscia di rombi d'avorio.
Lo strumento è stato posseduto e suonato tra il 1844 e il 1861 da Ole Bornemann Bull, da cui prende il nome. In seguito è passato per le mani di numerosi proprietari. Nel 1912 è stato venduto dagli Hill e nel 1935 da Wurlitzer. Nel 1981 è stato acquistato da Herbert Richard Axelrod, entrando a far parte della sua preziosa collezione, nella quale è rimasto fino al 1997, anno nel quale è stato donato insieme a molti strumenti allo Smithsonian Institution, dove è tuttora esposto presso il National Museum of American History come parte del Quartetto Axelrod.